# 松阪輝久
松阪 輝久（まつさか てるひさ、1926年4月5日 - 2006年3月4日）は、日本出身の数学者。ブランダイス大学教授。後にアメリカ国籍を取得した。代数幾何学に業績を残した。アンドレ・ヴェイユの弟子。

## 生涯
1952年、京都大学理学博士。ヴェイユの代数幾何学の研究を継続し、ヴェイユの在籍していたシカゴ大学で1954年から1957年まで研究者として在籍した。
その後、ノースウェスタン大学やプリンストン高等研究所（IAS）に在籍。
1958年にはエジンバラで開催された国際数学者会議に招待される。
1959年から60年までグッゲンハイム・フェロー。
1961年、ブランダイス大学数学科に赴任。1966年、アメリカ芸術科学アカデミー会員に選出された。
1984年から1986年まで学科長を務めた。1994年、退官。

## 代表的著作
- Matsusaka, Teruhisa (1952). “On the algebraic construction of the Picard variety”. Proc. Japan Acad. 28 (1):  5–8. doi:10.3792/pja/1195571116. MR48858.
- Matsusaka, Teruhisa (1956). “Polarized varieties, the field of moduli and generalized Kummer varieties of abelian varieties”. Proc. Japan Acad. 32 (6):  367–372. doi:10.3792/pja/1195525333. MR0079815.
- Matsusaka, Teruhisa (1959). “On a characterization of a Jacobian variety”. Mem. College Sci. Univ. Kyoto Ser. A Math. 32 (1):  1–19. doi:10.1215/kjm/1250776695. MR108497.
- Theory of Q-varieties. vol. 8. Mathematical society of Japan. (1964); 158 pp.
- Matsusaka, T. (1972). “Polarized varieties with a given Hilbert polynomial”. American Journal of Mathematics 94 (4):  1027–1077. doi:10.2307/2373563. JSTOR 2373563.
- Matsusaka, T. (1974). “Global deformation of polarized varieties”. Bull. Amer. Math. Soc. 80 (1):  1–7. doi:10.1090/s0002-9904-1974-13340-9. MR0364246.